# Głęboki Potok (dopływ Chyszówki)
Głęboki Potok – potok, prawy dopływ potoku Chyszówka. Wypływa na wysokości około 850 m na południowych stokach Łopienia w Beskidzie Wyspowym. Spływa w kierunku południowym przez porośnięte lasem stoki Łopienia, następnie przez pola uprawne i w końcu zabudowane rejony wsi Chyszówki (osiedle Michałki) w województwie małopolskim, w powiecie limanowskim, w gminie Tymbark. Nie ma żadnych dopływów. Uchodzi na wysokości około 590 m. Deniwelacja potoku wynosi 260 m, średni spadek 23,4%.

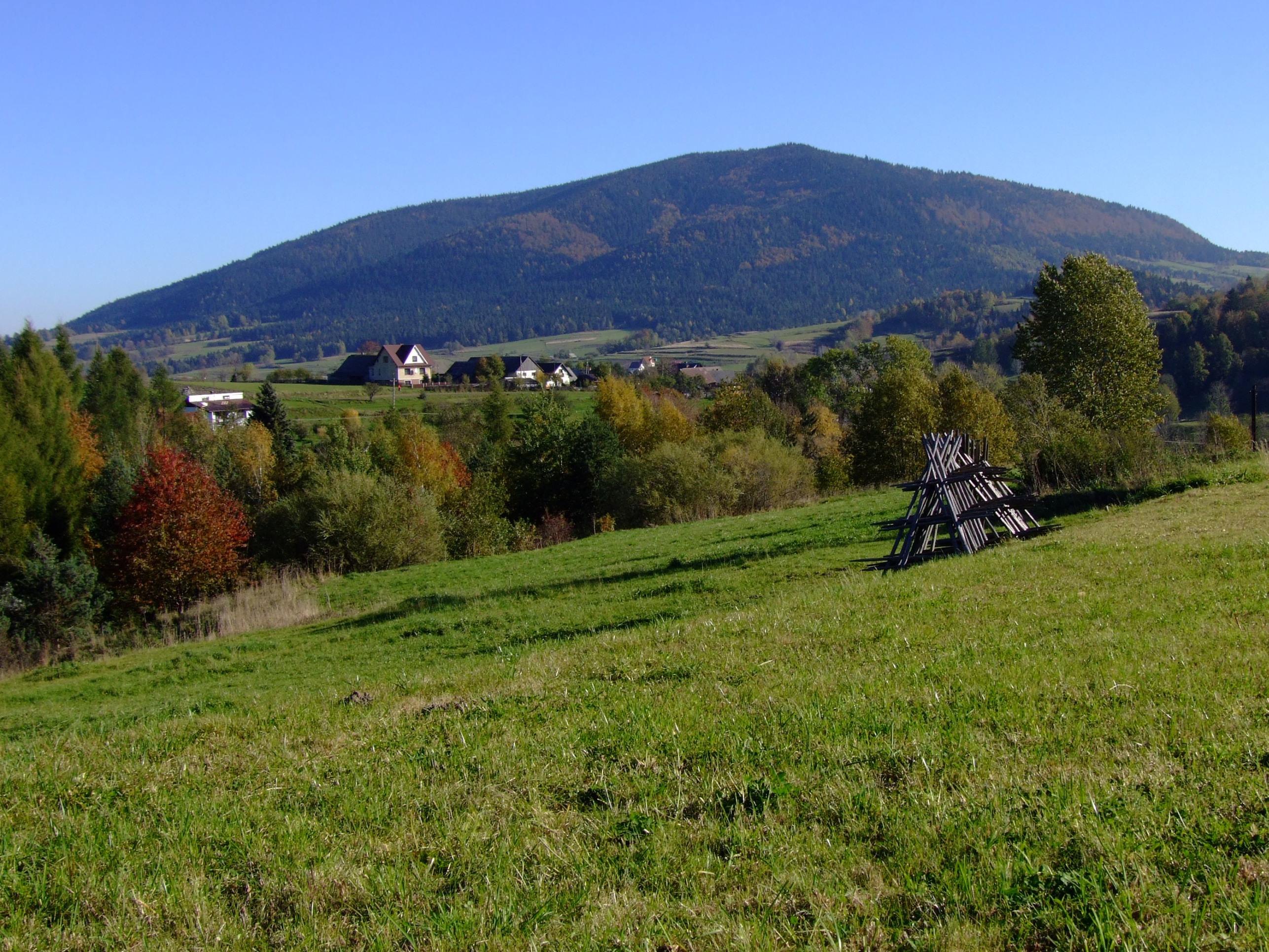
Dolina Głębokiego Potoku (prawa) wcinająca się w stoki Łopienia